# Michajłowka (przystanek kolejowy)
Michajłowka (ros. Михайловка) – przystanek kolejowy w miejscowości Wyrica, w rejonie gatczyńskim, w obwodzie leningradzkim, w Rosji. Położony jest na linii Petersburg – Newel – Witebsk.